# Хуцишвили, Георгий Константинович
Георгий Константинович Хуцишвили (род. 1925 год, село Шрома, ССР Грузия) — звеньевой колхоза имени Тельмана Лагодехского района, Грузинская ССР. Герой Социалистического Труда (1948).

## Биография
Родился в 1925 году в крестьянской семье в селе Шрома. В январе 1943 года призван в Красную Армию по мобилизации. Участвовал в Великой Отечественной войне. Воевал сапёром в составе 9-го гвардейского отдельного сапёрного батальона 12-й гвардейской стрелковой дивизии 61-й Армии. В декабре 1944 года демобилизовался по заболеванию. По возвращении в Грузию трудился звеньевым в колхозе имени Тельмана Лагодехского района.
В 1947 году звено под его руководством собрало в среднем с каждого гектара по 24 центнера табачного листа на участке площадью 8 гектаров. Указом Президиума Верховного Совета СССР от 29 августа 1949 года удостоен звания Героя Социалистического Труда за «получение в 1947 году высокого урожая сортового зелёного чайного листа и табака» с вручением ордена Ленина и золотой медали «Серп и Молот» (№ 832).
Этим же указом званием Героя Социалистического Труда были удостоены председатель колхоза Георгий Виссарионович Натрошвили (лишён звания в 1962 году), бригадир Георгий Захарович Мчедлишвили и звеньевой Георгий Китесович Гурашвили.
В декабре 1948 года избирался делегатом XVII съезда комсомола Грузии. За выдающиеся трудовые достижения по итогам работы в 1948 и 1949 годах награждался дважды Орденом Ленина.
Проживал в родном селе Шрома Лагодехского района.
Награды
- Герой Социалистического Труда
- Орден Ленина — трижды (1948; 03.05.1949; 30.02.1950)
- Орден Отечественной войны 2 степени (11.03.1985)